# Halacarsantia justi
Halacarsantia justi is een pissebed uit de familie Santiidae. De wetenschappelijke naam van de soort is voor het eerst geldig gepubliceerd in 1989 door Wolff.